# Pont international de Marco
Le pont international de Marco, en espagnol puente internacional de Marco, en portugais ponte internacional do Marco est un pont situé au-dessus de la rivière Abrilongo qui marque dans cette région de l'ouest de l'Espagne et de l'est du Portugal la frontière entre les deux pays. Avec une longueur de 3,2 mètres et une largeur de 1,45 mètre, c'est le pont transfrontalier le plus petit du monde. La franchissement de la rivière se faisait depuis plusieurs siècles au moyen de planches et de plaques en métal en travers du cours d'eau mais ce n'est qu'en 2008 qu'un véritable pont est construit.

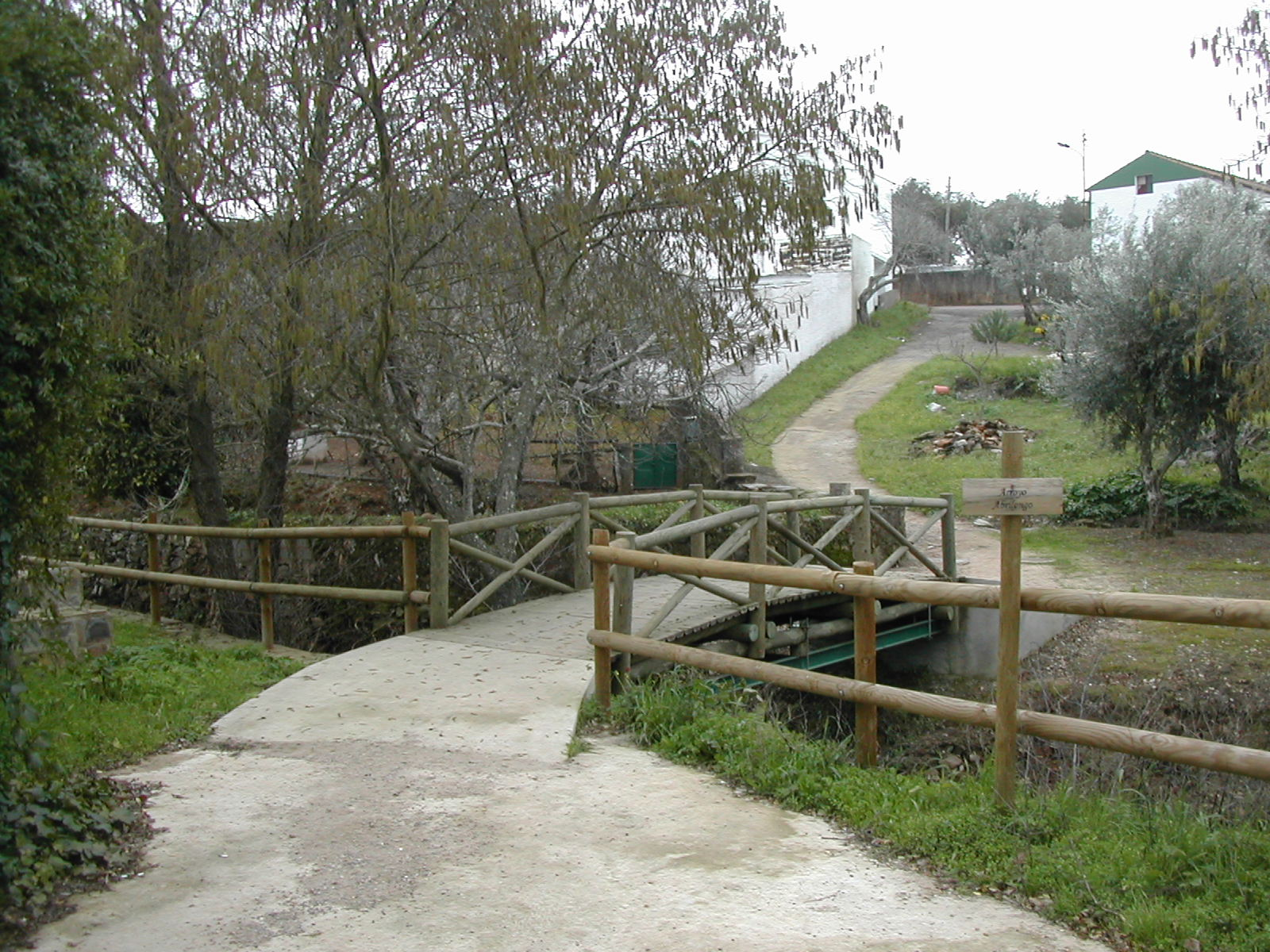
Le pont et le Portugal vus depuis le côté espagnol.

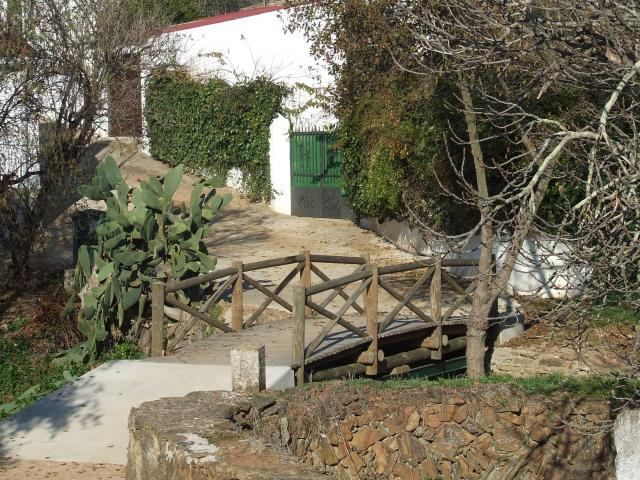
Le pont et l'Espagne vus depuis le côté portugais.